# 宰兹克斯
宰茲克斯（/ˈzaɪzɪks/）是位於美國加利福尼亞州聖伯那迪諾縣莫哈維沙漠內的一個非建制地區。

## 概述

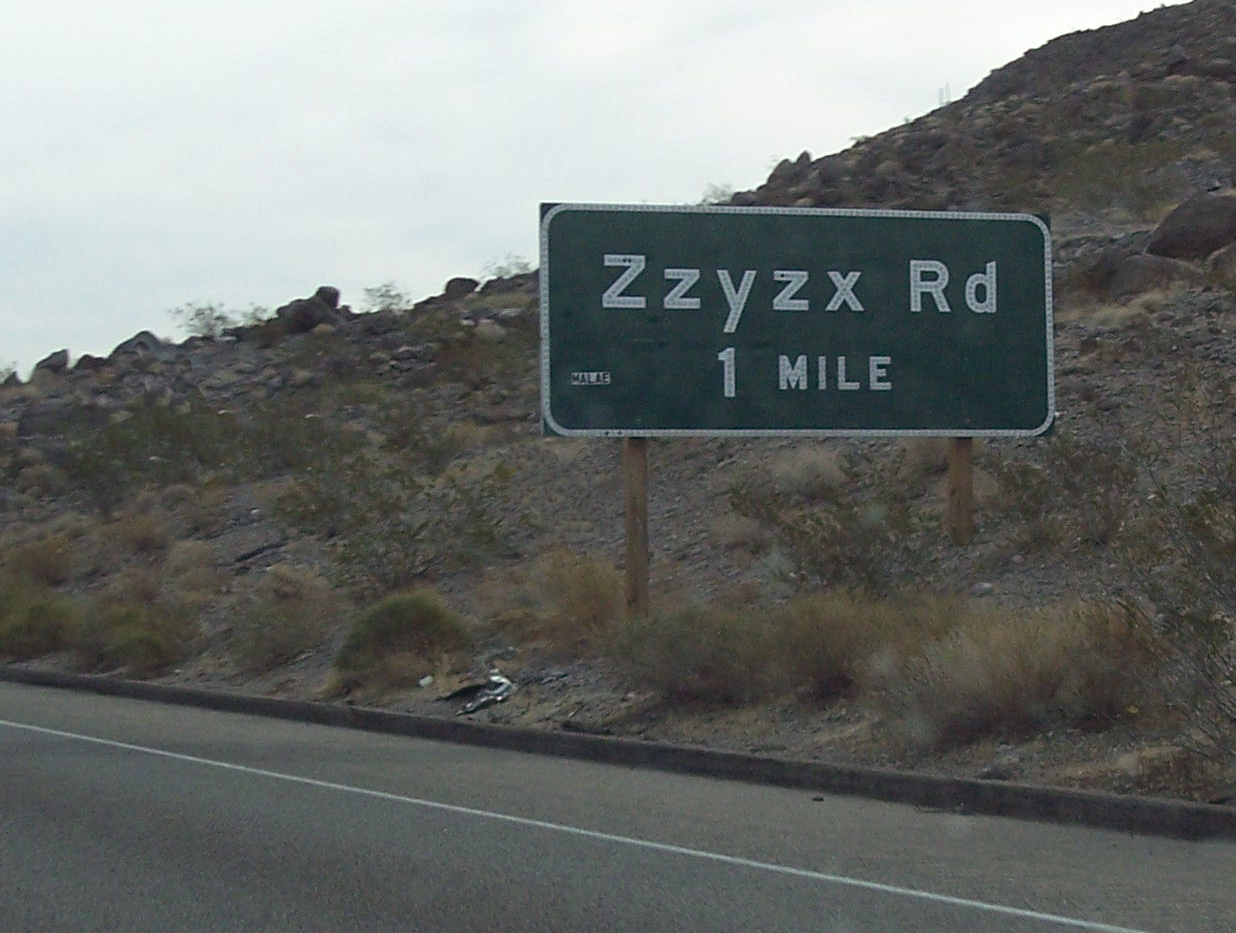
路牌

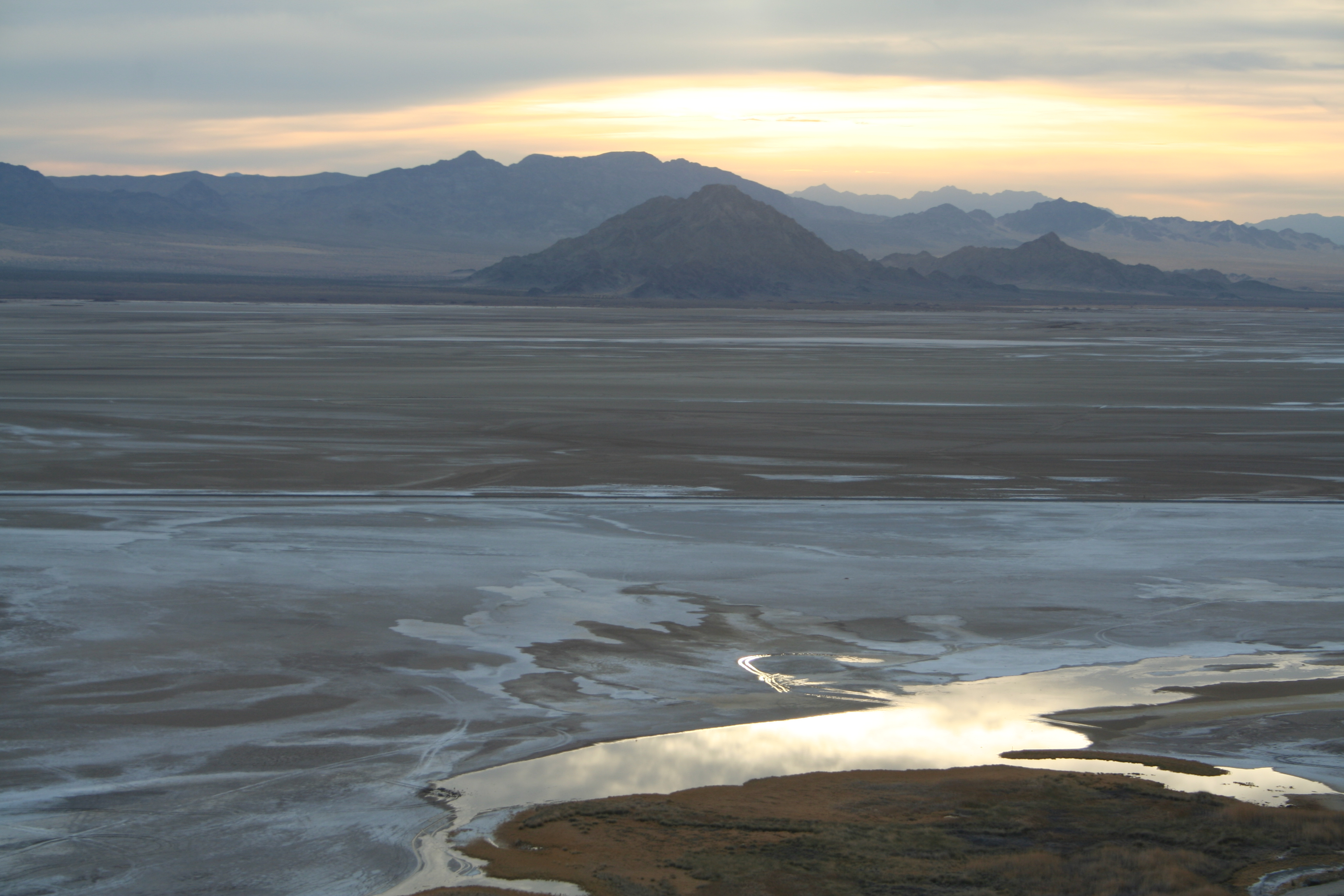
春戴湖

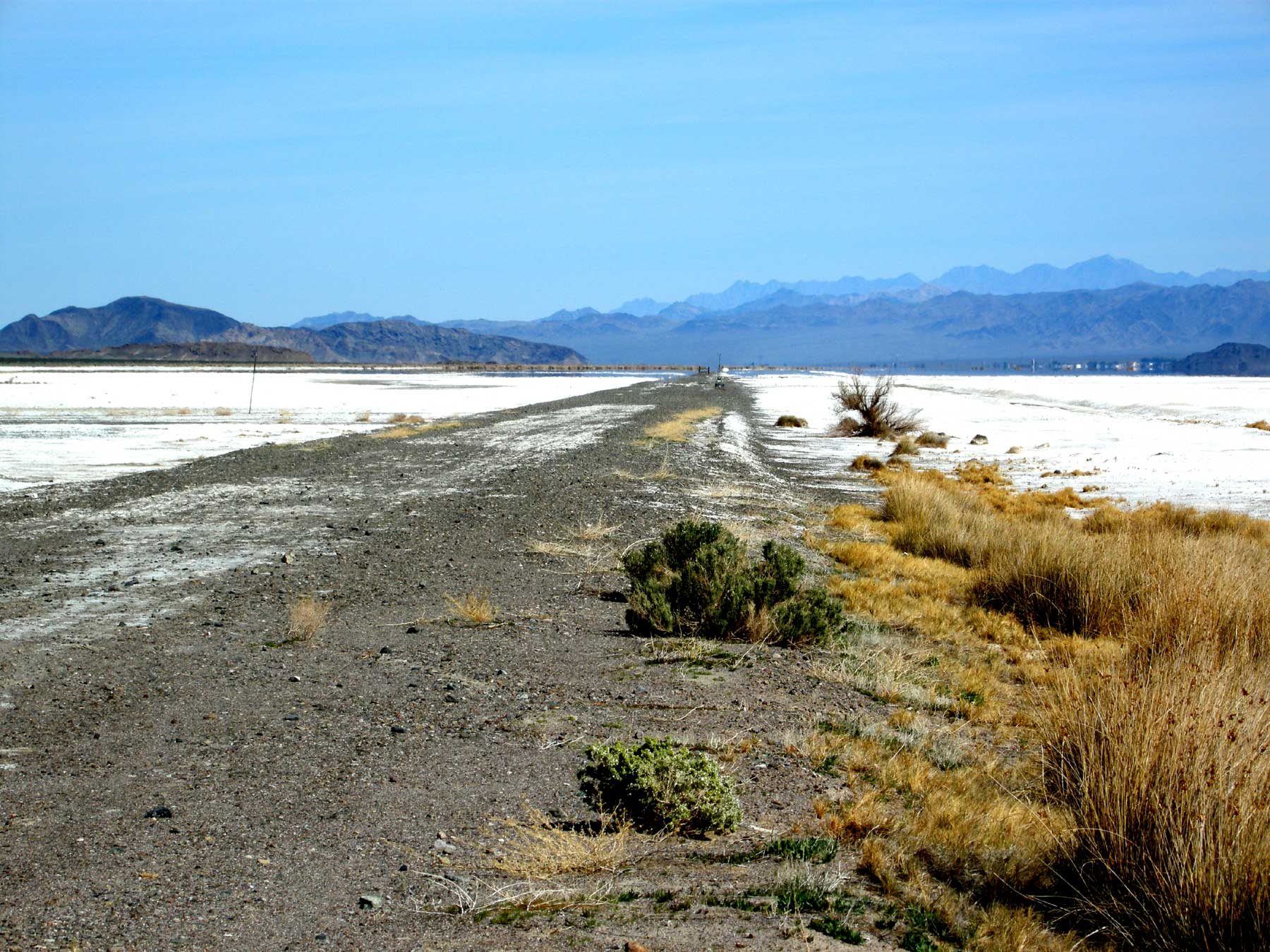
越過宰兹克斯的托諾帕和泰德沃特道路

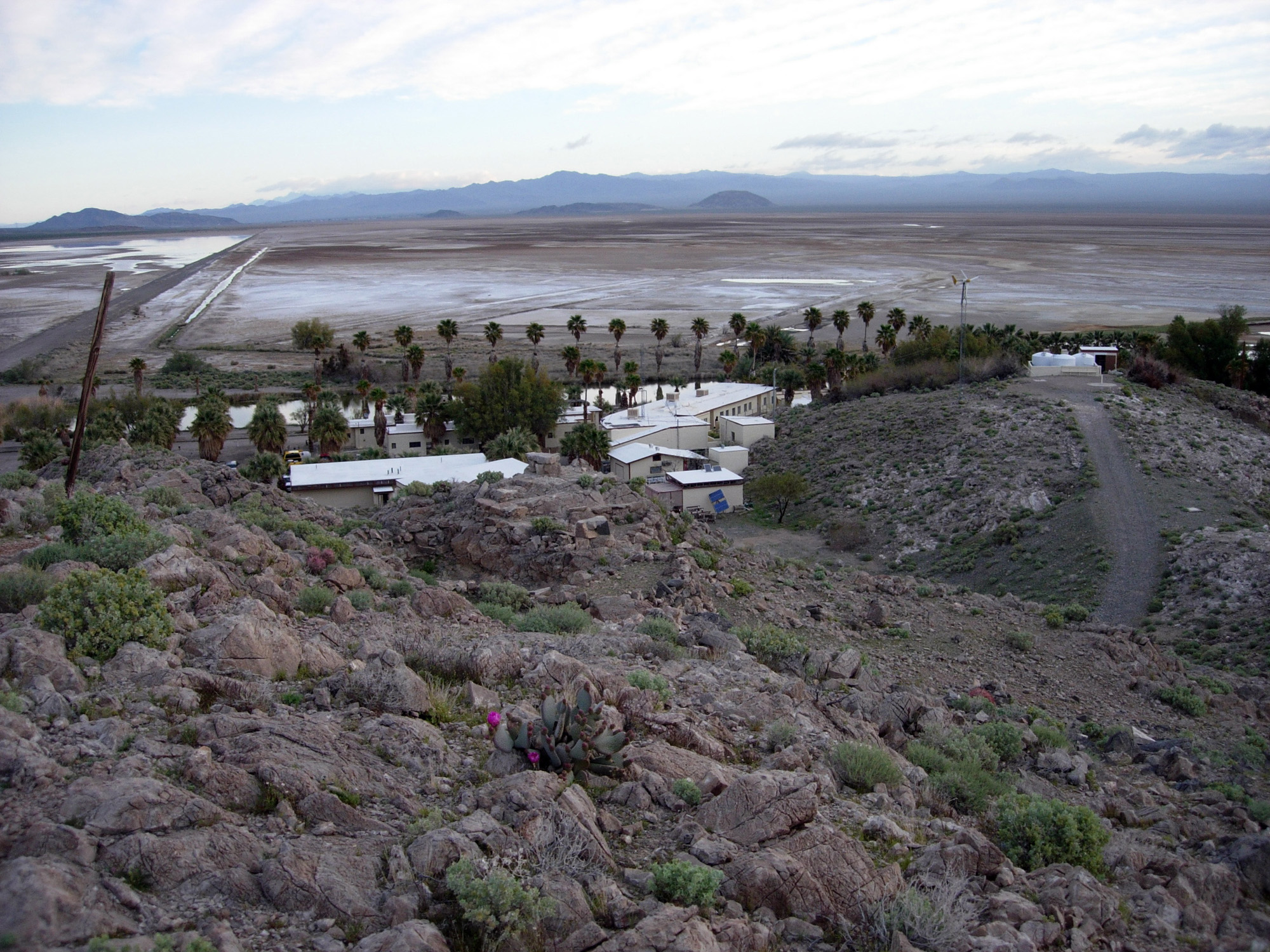
沙漠研究中心

宰茲克斯是宰茲克斯礦物健康溫泉浴場（Zzyzx Mineral Springs and Health Spa）的舊址，而宰茲克斯也是因這個水療中心得名。現時，加州州立大學在此處設立了沙漠研究中心。
春戴湖（Lake Tuendae）位於宰茲克斯內，而此湖曾經是水療中心的溫泉。湖裏的住客包括美州瓣蹼鷸和瀕臨絕種的莫哈維鰷（Mohave tui chub / Mojave chub）。
宰茲克斯路（Zzyzx Road）是一條4.5-英里（7.2-）長的連絡道路，起於15號州際公路，終於宰茲克斯。
最接近的城鎮為宰兹克斯以北7英里（11）的貝克，而最接近的城市則為宰兹克斯以東北100英里（160）的拉斯維加斯。

## 名稱來源
「Zzyzx」一名是於1944年由宰茲克斯礦物健康溫泉浴場的創立者柯蒂斯·豪·斯普林格於1944定下的。當時，他聲稱此名是英語字典中的最後一個字。
於1984年6月14日，美國國家地名委員會正式承認「宰茲克斯」為正式地名。儘管宰茲克斯和宰茲克斯路的名稱容易讓人以為是美國地名中按字典順序最後的。其實，德州布朗縣幫斯市（Bangs）有一條名為「Zzz」的街。內布拉斯加州水牛縣科爾尼市亦有一條街道名為「Zzzz」。

## 歷史
宰茲克斯原叫蘇打溫泉（Soda Springs）和蘇打營（Camp Soda）。這個地區是史前的礦場，且這一帶亦存有一些石壁藝術。作為一個史前的礦場，這個地區主要開採蒸發鹽。宰茲克斯仍保留著一些礦場及磨坊遺址。
於1944年，柯蒂斯·豪·斯普林在此創立了宰茲克斯礦物健康溫泉浴場，並霸佔了12,000英畝（49平方）的政府土地。之後，他開始將溫泉水注入樽內，並售予過路人飲用。於1974年，他被美國法警拘捕，罪名是非法佔用政府土地及違反食品和藥物法。
於1976年，美國土地管理局批准加州州立大學使用宰茲克斯的土地。

## 流行文化

### 音樂
Stavesacre有一首名為《宰兹克斯稻草人》（Zzyzx Scarecrow）的歌。美國樂隊Stone Sour的第二張專輯《Come What(ever) May》中有一首名為《宰茲克斯路》的單曲。挪威樂隊Zeromancer亦有一張名為《宰兹克斯》的專輯。
伊万·艾夫斯在其2007年專輯《AIconoclast》中有一首名為《宰茲克斯路》的單曲。朋克樂隊Off with Their Heads在其2010年專輯中，有一首名為《宰兹克斯》的單曲。The Condors在其2013年專輯亦有一首名為《宰茲克斯路》的單曲。

### 電影
有一部名为《宰茲克斯》的電影於2005年上映，係由理查德·哈爾彭執導。亦有一部叫《玩命鴛鴦》（Zyzzyx Road）的電影於2006年上映，該片在美國的票房只有30美元。